# Бухенбах
Бухенбах (њем. Buchenbach) општина је у њемачкој савезној држави Баден-Виртемберг. Једно је од 50 општинских средишта округа Брајсгау-Хохшварцвалд. Према процјени из 2010. у општини је живјело 3.184 становника. Посједује регионалну шифру (AGS) 8315020.

## Географски и демографски подаци
Бухенбах се налази у савезној држави Баден-Виртемберг у округу Брајсгау-Хохшварцвалд. Општина се налази на надморској висини од 447 метара. Површина општине износи 39,0 km². У самом мјесту је, према процјени из 2010. године, живјело 3.184 становника. Просјечна густина становништва износи 82 становника/km².